# Wadowice

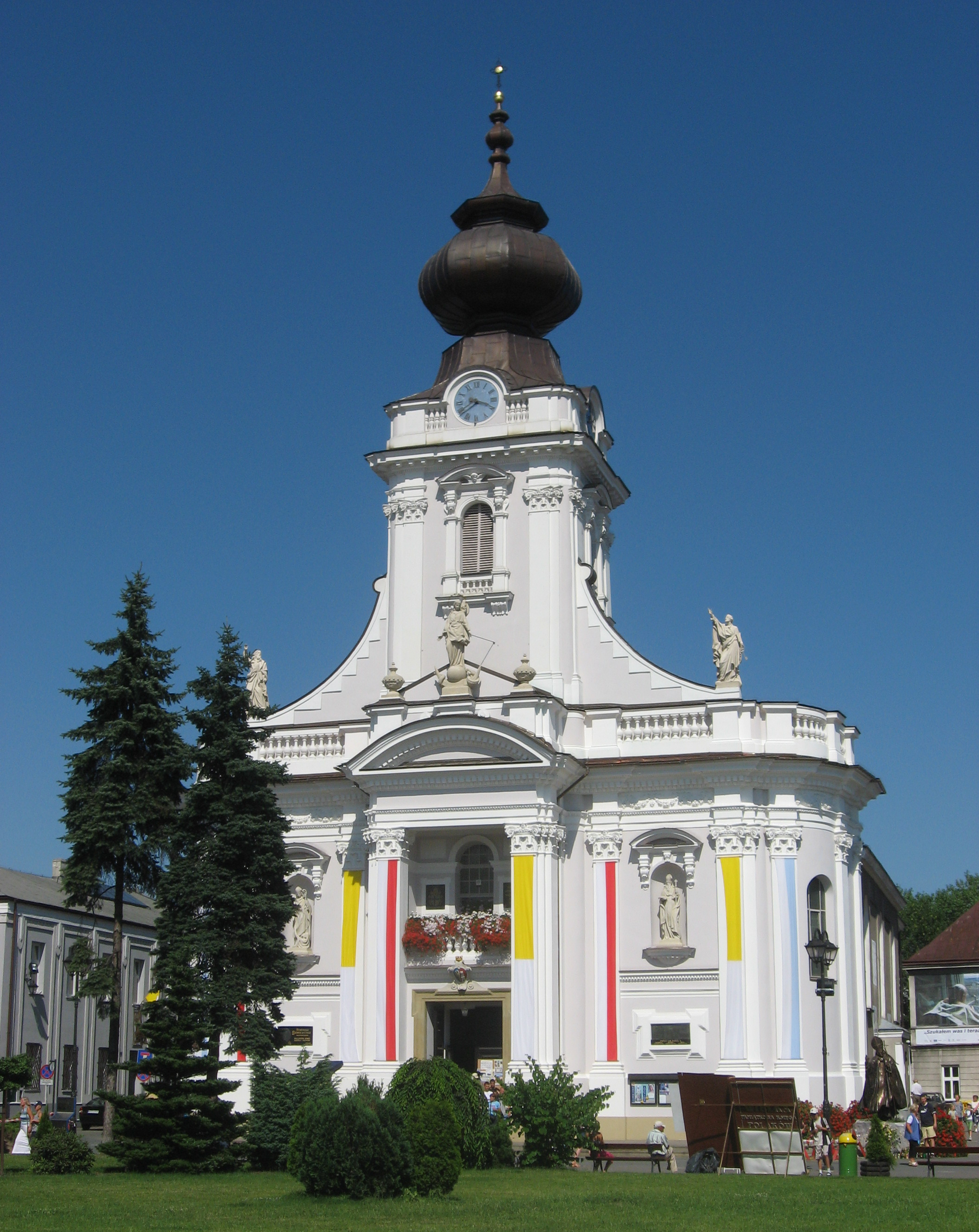
Basilikan i Wadowice med Johannes Paulus II:s staty nere till höger

Wadowice är en stad i södra Polen med drygt 19 000 invånare 2010. Wadowice är mest känt för att påven Johannes Paulus II föddes där den 18 maj 1920.